# Esiliiga 1996-1997
L'Esiliiga 1996-1997 fu la sesta edizione della seconda serie del campionato di calcio estone.
La stagione era divisa in due turni: il primo turno vide la vittoria della Dünamo Tallinn; il secondo turno si concluse senza che nessuna delle squadre di Esiliiga riuscisse a ottenere la promozione sul campo.

## Formula
Le partecipanti disputavano un torneo diviso in due fasi: nella prima parte le squadre di Esiliiga si affrontavano in un campionato di andata e ritorno.
Al termine della prima fase, le prime quattro squadre del girone accedevano al girone promozione/retrocessione contro le ultime due di Meistriliiga. Le rimanenti quattro, invece, disputavano un altro girone p/r contro le quattro migliori squadre di II Liiga.

## Squadre partecipanti
| Club                  | Città    | Stagione precedente                                    |
| --------------------- | -------- | ------------------------------------------------------ |
| Dünamo Tallinn        | Tallinn  | 4° in Esiliiga, 5º nel girone p/r per Meistriliiga     |
| FC Lelle              | Lelle    | Squadra di nuova fondazione                            |
| Jalgpallikool Tallinn | Tallinn  | 3° in Esiliiga, 6º nel girone p/r per Meistriliiga     |
| Kalev Sillamäe        | Sillamäe | in II Liiga, 2º nel girone p/r per Esiliiga            |
| Norma Tallinn         | Tallinn  | 1° in Esiliiga, 3º nel girone p/r per Meistriliiga     |
| Olümpia Maardu        | Maardu   | in II Liiga, 3º nel girone p/r per Esiliiga            |
| Pärnu                 | Pärnu    | 8° in Meistriliiga, 4º nel girone p/r per Meistriliiga |
| Tulevik Viljandi      | Viljandi | 6° in Esiliiga, 4º nel girone p/r per Esiliiga         |

## Primo turno
| Pos. | Squadra               | Pt | G  | V | N | P  | GF | GS | DR  |
| ---- | --------------------- | -- | -- | - | - | -- | -- | -- | --- |
| 1    | Dünamo Tallinn        | 29 | 14 | 9 | 2 | 3  | 22 | 13 | +9  |
| 2    | Jalgpallikool Tallinn | 25 | 14 | 7 | 4 | 3  | 23 | 12 | +11 |
| 3    | Pärnu                 | 23 | 14 | 7 | 2 | 5  | 27 | 20 | +7  |
| 4    | Kalev Sillamäe        | 23 | 14 | 7 | 2 | 5  | 21 | 13 | +8  |
| 5    | Tulevik Viljandi      | 20 | 14 | 6 | 2 | 6  | 16 | 22 | -6  |
| 6    | FC Lelle              | 18 | 14 | 5 | 3 | 6  | 23 | 13 | +10 |
| 7    | Olümpia Maardu        | 13 | 14 | 3 | 4 | 7  | 23 | 40 | -17 |
| 8    | Norma Tallinn         | 7  | 14 | 2 | 2 | 10 | 17 | 39 | -22 |

## Secondo turno

### Girone promozione/retrocessione per Esiliiga
Le quattro squadre della II Liiga furono: Dokker Tallinn, Eliit Kohtla-Järve, Jalgpallikool Tartu e Merkuur Tartu. Le prime quattro classificate del girone si assicuravano un posto in Esiliiga per la stagione successiva.
|  | Pos. | Squadra             | Pt | G  | V | N | P  | GF | GS | DR  |
|  | ---- | ------------------- | -- | -- | - | - | -- | -- | -- | --- |
|  | 1    | Merkuur Tartu       | 29 | 14 | 9 | 2 | 3  | 35 | 17 | +18 |
|  | 2    | Olümpia Maardu      | 28 | 14 | 9 | 1 | 4  | 26 | 14 | +12 |
|  | 3    | Dokker Tallinn      | 28 | 14 | 9 | 1 | 4  | 25 | 20 | +5  |
|  | 4    | Dünamo Tallinn      | 26 | 14 | 8 | 2 | 4  | 21 | 15 | +6  |
|  | 5    | Jalgpallikool Tartu | 21 | 14 | 5 | 6 | 3  | 25 | 22 | +3  |
|  | 6    | Eliit Kohtla-Järve  | 12 | 14 | 3 | 3 | 8  | 13 | 24 | -11 |
|  | 7    | Tulevik Viljandi    | 10 | 14 | 3 | 1 | 10 | 16 | 31 | -15 |
|  | 8    | Norma Tallinn       | 5  | 14 | 1 | 2 | 11 | 6  | 24 | -18 |

## Verdetti
- Dünamo Tallinn vincitore dell'Esiliiga 1996-1997.
- FC Lelle ripescato in Meistriliiga 1997-1998 con l'acquisizione del titolo sportivo del Vall Tallinn.
- Tulevik Viljandi inizialmente retrocesso in II Liiga e poi ripescato in Meistriliiga 1997-1998 con l'acquisizione del titolo sportivo del Lelle SK.
- Norma Tallinn retrocesso e in seguito non iscritto al campionato successivo.